# 蘇里南後甲鯰
蘇里南後甲鯰，為輻鰭魚綱鯰形目甲鯰科的其中一種，為熱帶淡水魚，分布於南美洲蘇利南河、Nickerie與Corantijn河流域，體長可達29.5公分，棲息在底層水域，生活習性不明。